# Komitat Fejér (historyczny)
Komitat Fejér, (niem.: Weißenburg, łac.: Albensis), jednostka administracyjna w środkowej części byłego Królestwa Węgier istniejąca od XI wieku. Dzisiaj, w nieznacznie zmienionych granicach, jest częścią Węgier pod nazwą Komitat Fejér. 

## Warunki geograficzne
W północnej części komitatu rozpościerają się góry Wertesz i związana z nimi pagórkowata okolica, a na południu równina Mezőföld. Główne rzeki to Dunaj, Séd i Sárvíz.
Od północy graniczył z komitatem Komárom, na wschodzie z Pest-Pilis-Solt-Kiskun, od południa z komitatem Tolna, a na zachodzie z Veszprém.

## Historia
Fejér był jednym z najstarszych komitatów  w Królestwie Węgierskim utworzonym na początku XI wieku. Leżący w międzyrzeczu Dunaju i Cisy region Solt, należący do komitatu Fejér, w XVII wieku został przyłączony do komitatu Pest-Pilis-Solt-Kiskun. Po tym fakcie jego granice prawie się nie zmieniały. Po II wojnie światowej w czasie reformy komitatów w 1945 roku Érd wraz z okolicą przyłączono do komitatu Pest-Pilis-Solt-Kiskun, a z kolei w czasie reformy w 1950 roku, leżący dotychczas w komitacie Veszprém Enying wraz z okolicą, przyłączono do komitatu Fejér.

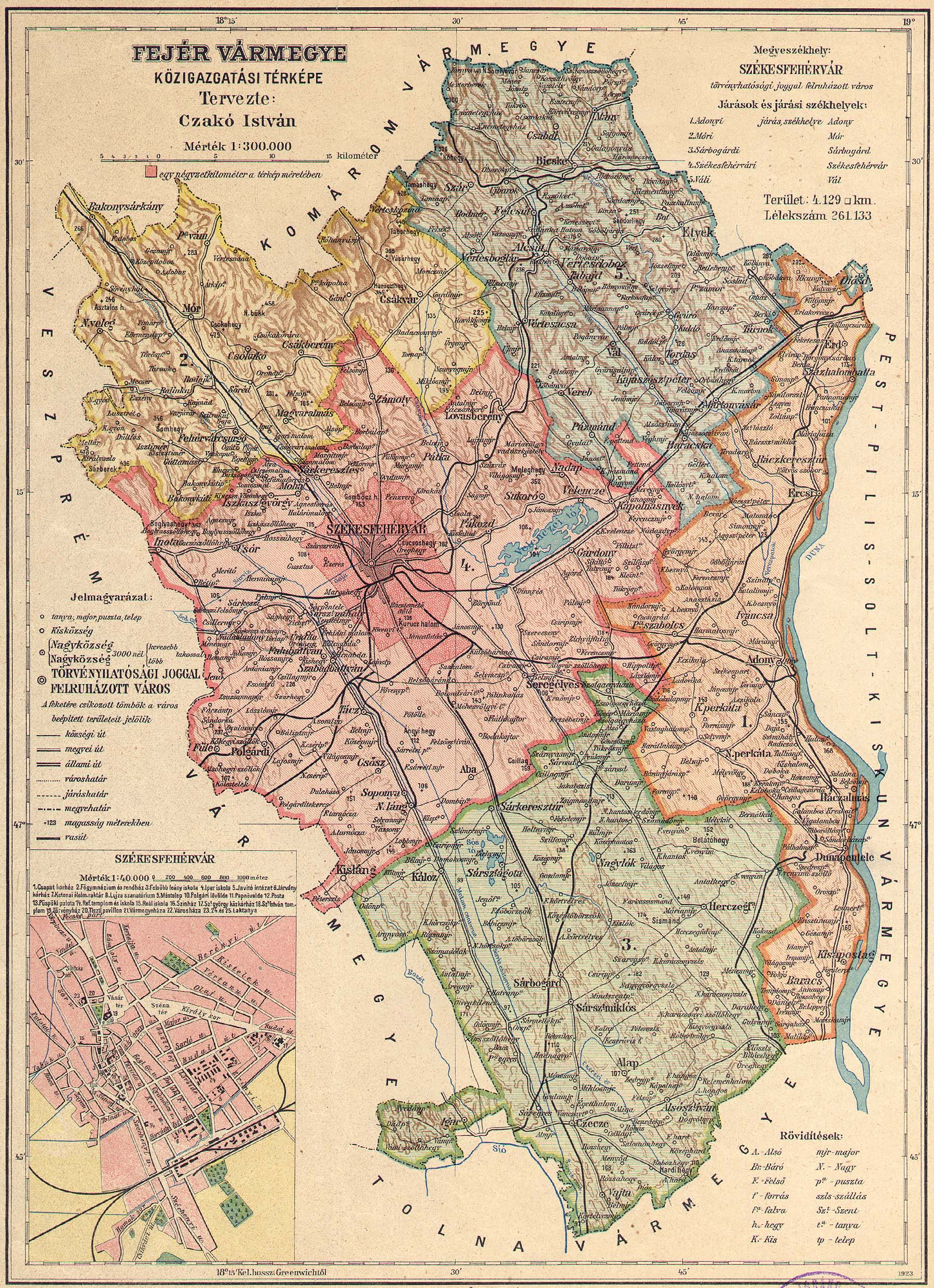
Mapa administracyjna komitatu Fejér z 1910 roku

## Ludność
W 1891 komitat liczył 222.445 mieszkańców, z czego:
- 190.660 (85,7%) Węgrów
- 26.077 (11,7%) Niemców
- 2.924 (1,3%) Słowaków
- 2.103 (0,9%) Serbów

## Podział administracyjny

### Powiaty
Podział komitatu na powiaty zmieniał się wielokrotnie podczas jego istnienia. Tu przedstawiono je tylko schematycznie.
XVIII–XIX wiek
W XVIII i pierwszej połowie XIX wieku komitat był podzielony na trzy powiaty, z których każdy rozciągał się wzdłuż linii północ–południe. Idąc z zachodu na wschód ich nazwy były następujące:
1. powiat Sármellék
2. powiat Csákvár
3. powiat Bicske

połowa XIX wieku
W połowie XIX wieku teren komitatu uległ większemu rozdrobnieniu i został podzielony na sześć powiatów:
1. powiat Bodajki alsó
2. powiat Bodajki felső
3. powiat Csákvár
4. powiat Sárkeresztur
5. powiat Rácz-almás
6. powiat Vaál

od lat 80. XIX wieku
Po roku 1886 podział na powiaty i ich stolice uległy stabilizacji do 1950 roku (stolice w nawiasach):
1. Powiat Adony (Adony)
2. Powiat Mór (Mór)
3. Powiat Sárbogárd (Sárbogárd)
4. Powiat Székesfehérvár (Székesfehérvár)
5. Powiat Vál (Vál), od 1948 roku powiat Bicske (Bicske)

### Miasto
Na terenie komitatu Fejér było tylko jedno miasto, Székesfehérvár, który był jego stolicą, którego przywileje sięgały do okresu średniowiecza. Początkowo był wolnym miastem królewskim, a od 1876 roku tzw. miastem na prawie municypalnym (törvényhatósági jogú város), a więc w rzeczywistości nie należącym do komitatu.